# Internationale Cricket-Saison 1903/04
Die internationale Cricket-Saison 1903/04 fand zwischen November 1903 und März 1904 statt. Als Wintersaison wurden vorwiegend Heimspiele der Mannschaften aus Südasien, der Karibik und Ozeanien ausgetragen.

## Überblick

### Internationale Touren
| Beginn           | Heimteam   | Auswärtsteam | Resultate | Artikel |
| Beginn           | Heimteam   | Auswärtsteam | Test      | Artikel |
| ---------------- | ---------- | ------------ | --------- | ------- |
| 1. Dezember 1903 | Australien | England      | 0–1 [5]   | Artikel |

## Nationale Meisterschaften
Aufgeführt sind die nationalen Meisterschaften der Full Member des ICC.
| Land       | First-Class              |
| ---------- | ------------------------ |
| Australien | Sheffield Shield 1903/04 |
| Südafrika  | Currie Cup 1903/04       |